# Gosalyn Mallard
Gosalyn Mallard é uma personagem do universo Disney, mais especificamente da série animada Darkwing Duck.
Gosalyn é filha adotiva de Darkwing Duck/Drake Mallard e adora esportes. Passa seu tempo com o amigo Honker.
Ela também aparece no reboot de DuckTales, re-imaginada como uma jovem pata com raízes latino-americanas. Ela faz sua primeira aparição no especial de uma hora "Let's Get Dangerous!", que incorpora a história de origem de sua contraparte original.

## Nomes em outros idiomas
- Alemão: Kiki Erpel geborene Zündelmaier
- Finlandês: Mimosa Aivohanhi
- Francês: Poussinette Canardstein
- Grego: Χηνιώ Προγούλη
- Holandês: Kwekkelien
- Inglês: Gosalyn Mallard
- Polaco: Kwacia Mallard
- Russo: Гусёна Лапчатая
- Sueco: Gåsalin Mallard